# Kameňany
Kameňany (in ungherese Kövi) è un comune della Slovacchia facente parte del distretto di Revúca, nella regione di Banská Bystrica.